# Vittoria di Capua

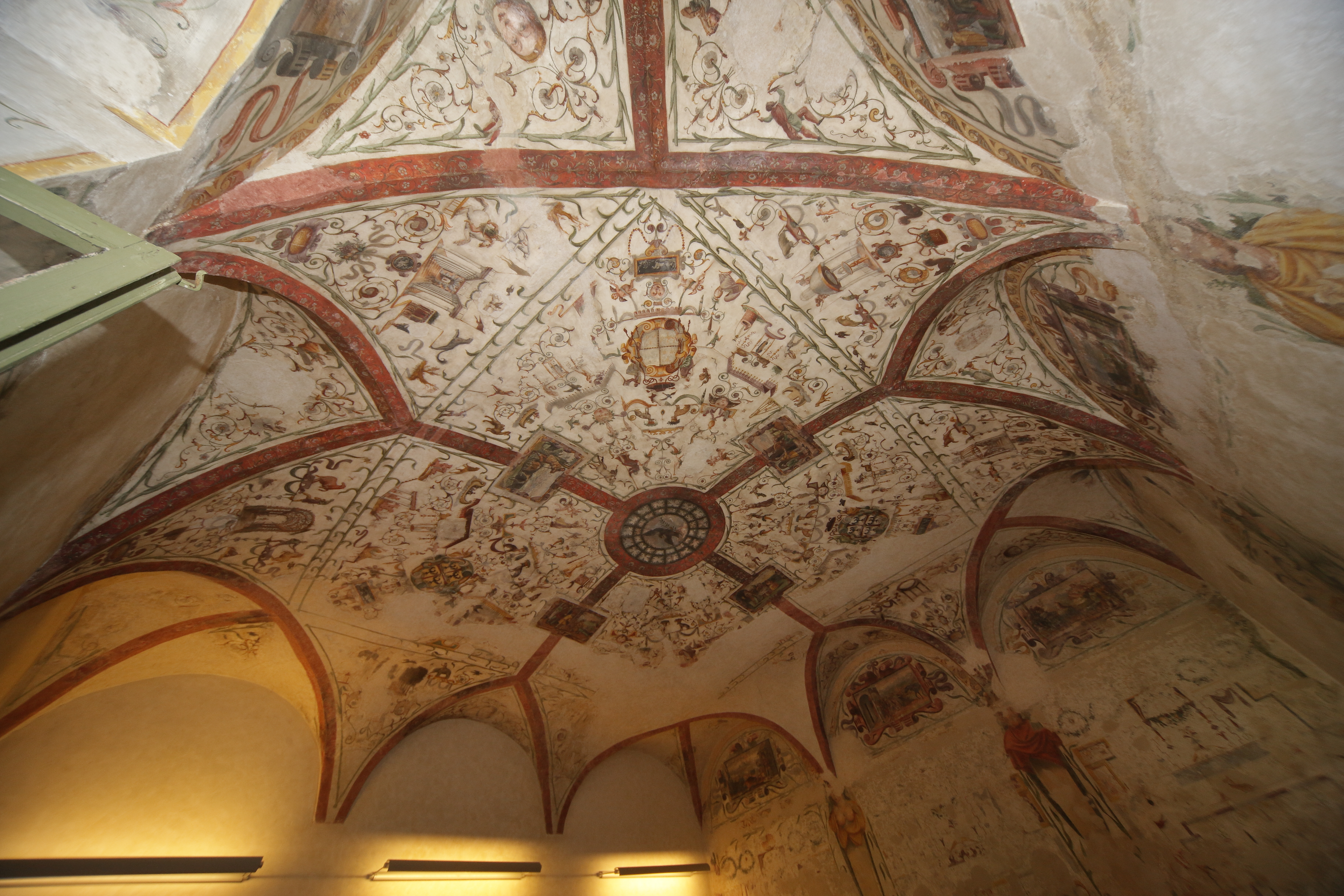
Rocca di Novellara, Sala del Fico, metà del XVI secolo

Vittoria di Capua (1548 – Novellara, 23 maggio 1627) è stata una nobildonna italiana.

## Biografia
Era figlia di Giovanni Tommaso di Capua marchese della Torre di Francolise (? – 1562) e di Faustina Colonna, figlia di Don Camillo Colonna duca di Zagarolo.
Il 17 novembre 1567 sposò Alfonso I Gonzaga, conte di Novellara e Bagnolo dal 1540 al 1589. In occasione del loro matrimonio, venne costruita, all'interno della rocca gonzaghesca di Novellara, la Sala del Fico, dipinta a festoni e grottesche dai pittori Domenico Fredino, ferrarese e Giovan Battista Torbido.
Dopo la morte del marito, nel 1589, si diede ad opere di pietà. Nel 1603 fece portare a Novellara il corpo di San Cassiano, vescovo e martire, come suggello alla riconciliazione fra i conti Gonzaga, signori della contea e il papa Clemente VIII.

## Discendenza
Vittoria e Alfonso ebbero tredici figli:
- Alessandro (? – 1569), morto infante;
- Camillo, morì infante;
- Petronilla, morì infante;
- Costanza (1571-1651), sposò Asdrubale Mattei, marchese di Giove;
- Faustina (1572-?), monaca nel monastero di Santa Marta a Milano;
- Barbara (1573-1654), sposò Teofilo III Calcagnini (?-6 marzo 1613), marchese di Fusignano e barone di Alfonsine[8];
- Giulio Cesare (1574 – ?[9]);
- Vittoria (26 ottobre 1575[10]-?), sposò nel 1599 il marchese Alfonso Pallavicino di Polesine (21 ottobre 1568-testò l'11 novembre 1658)[11];
- Settimia, morì infante;
- Isabella (1578 – 1630), sposò in prime nozze Ferrante Gonzaga, marchese di Gazzuolo; sposò poi Vincenzo II Gonzaga, Duca di Mantova e del Monferrato;
- Alfonsina (1580 – 1650),[12] sposò nel 1602 in seconde nozze il barone Giannangelo Gaudenzio Madruzzo, signore di Pergine;
- Camillo (1581 – 1650), conte di Novellara e Bagnolo;
- Alfonso (1588 – 1649), militare ed ecclesiastico. Fu arcivescovo di Rodi.

## Ascendenza
|                                                              |                                                               |                                                   | Genitori                               |  |  | Nonni |  |  | Bisnonni                                   |  |  | Trisnonni                                 |  |
|                                                              |                                                               |                                                   |                                        |  |  |       |  |  | Francesco di Capua, VII conte di Altavilla |  |  | Lodovico di Capua, VII conte di Altavilla |  |
|                                                              |                                                               |                                                   |                                        |  |  |       |  |  | Francesco di Capua, VII conte di Altavilla |  |  | Lodovico di Capua, VII conte di Altavilla |  |
|                                                              |                                                               | Altobella Pandone                                 |                                        |  |  |       |  |  | Francesco di Capua, VII conte di Altavilla |  |  |                                           |  |
| Annibale di Capua, signore di Montagnano                     |                                                               |                                                   |                                        |  |  |       |  |  | Francesco di Capua, VII conte di Altavilla |  |  |                                           |  |
|                                                              |                                                               | Elisabetta Conti                                  | Antonio Conti                          |  |  |       |  |  |                                            |  |  |                                           |  |
|                                                              |                                                               | Elisabetta Conti                                  | Antonio Conti                          |  |  |       |  |  |                                            |  |  |                                           |  |
|                                                              |                                                               | Elisabetta Conti                                  | Catarina Orsini                        |  |  |       |  |  |                                            |  |  |                                           |  |
| Giovanni Tommaso di Capua, I marchese della Torre Francolise |                                                               | Elisabetta Conti                                  |                                        |  |  |       |  |  |                                            |  |  |                                           |  |
|                                                              |                                                               | Aniello Acrimonte, conte di Borello               | …                                      |  |  |       |  |  |                                            |  |  |                                           |  |
|                                                              |                                                               | Aniello Acrimonte, conte di Borello               | …                                      |  |  |       |  |  |                                            |  |  |                                           |  |
|                                                              |                                                               | Aniello Acrimonte, conte di Borello               | …                                      |  |  |       |  |  |                                            |  |  |                                           |  |
| Lucrezia Acrimonte, signora di Rocca Romana                  |                                                               | Aniello Acrimonte, conte di Borello               |                                        |  |  |       |  |  |                                            |  |  |                                           |  |
|                                                              |                                                               | Cassandra Serrisorice                             | …                                      |  |  |       |  |  |                                            |  |  |                                           |  |
|                                                              |                                                               | Cassandra Serrisorice                             | …                                      |  |  |       |  |  |                                            |  |  |                                           |  |
|                                                              |                                                               | Cassandra Serrisorice                             | …                                      |  |  |       |  |  |                                            |  |  |                                           |  |
| Vittoria di Capua                                            |                                                               | Cassandra Serrisorice                             |                                        |  |  |       |  |  |                                            |  |  |                                           |  |
|                                                              | Marcello Colonna, signore di Gallicano, Zagarolo e Calabritto | Girolamo Colonna, signore di Gallicano e Zagarolo |                                        |  |  |       |  |  |                                            |  |  |                                           |  |
|                                                              | Marcello Colonna, signore di Gallicano, Zagarolo e Calabritto | Girolamo Colonna, signore di Gallicano e Zagarolo |                                        |  |  |       |  |  |                                            |  |  |                                           |  |
|                                                              | Marcello Colonna, signore di Gallicano, Zagarolo e Calabritto | Vittoria Conti                                    |                                        |  |  |       |  |  |                                            |  |  |                                           |  |
| Camillo Colonna, I duca di Zagarolo                          | Marcello Colonna, signore di Gallicano, Zagarolo e Calabritto |                                                   |                                        |  |  |       |  |  |                                            |  |  |                                           |  |
|                                                              |                                                               | Margherita delli Monti                            | Giovanni delli Monti, signore di Aieta |  |  |       |  |  |                                            |  |  |                                           |  |
|                                                              |                                                               | Margherita delli Monti                            | Giovanni delli Monti, signore di Aieta |  |  |       |  |  |                                            |  |  |                                           |  |
|                                                              |                                                               | Margherita delli Monti                            | N.N. Caracciolo                        |  |  |       |  |  |                                            |  |  |                                           |  |
| Faustina Colonna                                             |                                                               | Margherita delli Monti                            |                                        |  |  |       |  |  |                                            |  |  |                                           |  |
|                                                              |                                                               | Pierfrancesco Colonna, signore di Zagarolo        | Niccolo Colonna                        |  |  |       |  |  |                                            |  |  |                                           |  |
|                                                              |                                                               | Pierfrancesco Colonna, signore di Zagarolo        | Niccolo Colonna                        |  |  |       |  |  |                                            |  |  |                                           |  |
|                                                              |                                                               | Pierfrancesco Colonna, signore di Zagarolo        | …                                      |  |  |       |  |  |                                            |  |  |                                           |  |
| Vittoria Colonna                                             |                                                               | Pierfrancesco Colonna, signore di Zagarolo        |                                        |  |  |       |  |  |                                            |  |  |                                           |  |
|                                                              |                                                               | Laura di Somma                                    | Fabrizio di Somma, barone di Miranda   |  |  |       |  |  |                                            |  |  |                                           |  |
|                                                              |                                                               | Laura di Somma                                    | Fabrizio di Somma, barone di Miranda   |  |  |       |  |  |                                            |  |  |                                           |  |
|                                                              |                                                               | Laura di Somma                                    | Paola Colonna                          |  |  |       |  |  |                                            |  |  |                                           |  |
|                                                              |                                                               | Laura di Somma                                    |                                        |  |  |       |  |  |                                            |  |  |                                           |  |